# Chantal Škamlová
Chantal Škamlová (* 4. September 1993 in Banská Bystrica) ist eine ehemalige slowakische Tennisspielerin.

## Karriere
Škamlová, die laut ITF-Spielerprofil Sandplätze bevorzugt, begann im Alter von sieben Jahren mit dem Tennissport. Sie gewann 2010 zusammen mit ihrer Landsfrau Jana Čepelová das Juniorinnendoppel der Australian Open. Mit Čepelová gewann sie im selben Jahr auch die Silbermedaille bei den Olympischen Jugend-Sommerspielen in Singapur.
Auf ITF-Turnieren gewann sie bislang 12 Einzel- und 40 Doppeltitel. Škamlová wurde mit dem TK Slovan Bratislava 2012 und 2013 slowakische Mannschaftsmeisterin. Sie spielt seit der Saison 2013 für das Eckert Tennis Team, die 1. Mannschaft des TC Rot-Blau Regensburg, die zur Saison 2015 in die deutsche Bundesliga aufgestiegen ist; davor spielte sie in der österreichischen Bundesliga für den Wiener Athletiksport Club.

## Leben
Škamlová lebt mit ihrem Ehemann, dem ehemaligen US-amerikanischen Eishockeytorwart Jason Bacashihua, in Michigan. Sie arbeitet als Trainerin und Mentorin. 2025 erschien ihr Buch The Girl Behind The Game.

## Turniersiege

### Einzel
| Nr. | Datum              | Turnier  | Kategorie       | Belag     | Finalgegnerin       | Ergebnis       |
| --- | ------------------ | -------- | --------------- | --------- | ------------------- | -------------- |
| 1.  | 2. Juni 2012       | Warschau | ITF $10.000     | Sand      | Katarzyna Kawa      | 6:3, 6:2       |
| 2.  | 17. Juni 2012      | Erzincan | ITF $10.000     | Hartplatz | Jeannine Prentner   | 6:1, 6:1       |
| 3.  | 15. September 2013 | Antalya  | ITF $10.000     | Hartplatz | Kateřina Kramperová | 7:5, 6:3       |
| 4.  | 25. Mai 2014       | Sousse   | ITF $10.000     | Hartplatz | Lou Brouleau        | 7:63, 4:6, 6:4 |
| 5.  | 23. August 2015    | Vinkovci | ITF $10.000     | Sand      | Dejana Radanović    | 4:6, 6:3, 7:5  |
| 6.  | 17. Januar 2016    | Kairo    | ITF $10.000     | Sand      | Sandra Samir        | 6:1, 4:6, 7:63 |
| 7.  | 24. Januar 2016    | Kairo    | ITF $10.000     | Sand      | Sandra Samir        | 6:4, 6:1       |
| 8.  | 28. Februar 2016   | Hammamet | ITF $10.000     | Sand      | Despina Papamichail | 6:1, 4:6, 6:3  |
| 9.  | 14. August 2016    | Arad     | ITF $10.000     | Sand      | Laura-Ioana Andrei  | 6:2, 3:6, 6:4  |
| 10. | 5. Februar 2017    | Kairo    | ITF $15.000     | Sand      | Jil Teichmann       | 3:6, 7:61, 6:1 |
| 11. | 2. Juli 2017       | Toruń    | ITF $25.000 + H | Sand      | Miriam Kolodziejová | 6:2, 4:6, 6:3  |
| 12. | 31. Januar 2021    | Kairo    | ITF W15         | Sand      | Anastasia Nefedova  | 6:4, 5:7, 6:4  |

### Doppel
| Nr. | Datum              | Turnier                  | Kategorie    | Belag             | Partnerin             | Finalgegnerinnen                                | Ergebnis          |
| --- | ------------------ | ------------------------ | ------------ | ----------------- | --------------------- | ----------------------------------------------- | ----------------- |
| 1.  | 11. Oktober 2010   | Antalya                  | ITF $10.000  | Sand              | Nikola Vajdová        | Başak Eraydın Camilla Rosatello                 | 6:1, 6:3          |
| 2.  | 4. Juni 2012       | Ağrı                     | ITF $10.000  | Teppich           | Alexandra Romanowa    | Abbie Myers Jana Dmitrijewna Sisikowa           | 6:3, 4:6, [10:7]  |
| 3.  | 11. Juni 2012      | Erzincan                 | ITF $10.000  | Hartplatz         | Alina Wessel          | Jeannine Prentner Evgeniya Svintsova            | 6:0, 6:4          |
| 4.  | 1. Oktober 2012    | Solin                    | ITF $10.000  | Sand              | Lenka Juríková        | Denisa Allertová Michaela Boev                  | 7:5, 6:4          |
| 5.  | 18. November 2013  | Astana                   | ITF $10.000  | Hartplatz (Halle) | Albina Xabibulina     | Assija Dair Ivanka Karamalak                    | 6:2, 6:3          |
| 6.  | 31. März 2014      | Antalya                  | ITF $10.000  | Hartplatz         | Denisa Allertová      | Melis Sezer İpek Soylu                          | 6:2, 6:1          |
| 7.  | 12. Mai 2014       | Sousse                   | ITF $10.000  | Hartplatz         | Awgusta Zybyschewa    | Olga Parres Azcoitia Nuria Párrizas Díaz        | 6:3, 6:2          |
| 8.  | 16. Juni 2014      | Přerov                   | ITF $15.000  | Sand              | Barbora Štefková      | Eva Rutarová Karolína Stuchlá                   | 6:4, 6:3          |
| 9.  | 23. Juni 2014      | Siófok                   | ITF $25.000  | Sand              | Denisa Allertová      | Martina Borecká Petra Krejsová                  | 6:1, 6:3          |
| 10. | 1. September 2014  | St. Pölten               | ITF $10.000  | Sand              | Karin Morgošová       | Wera Aleschtschewa Jade Schoelink               | 6:3, 6:1          |
| 11. | 29. September 2014 | Monterrey                | ITF $25.000  | Hartplatz         | Nastja Kolar          | Florencia Molinero Sopia Schapatawa             | 6:3, 2:6, [10:5]  |
| 12. | 1. Dezember 2014   | Antalya                  | ITF $10.000  | Sand              | Sopia Kwazabaia       | Ekaterine Gorgodse Nastja Kolar                 | w.o.              |
| 13. | 26. Januar 2015    | Port El-Kantaoui         | ITF $10.000  | Hartplatz         | Isabella Schinikowa   | Silvia Njirić Olga Parres Azcoitia              | 6:2, 6:0          |
| 14. | 6. April 2015      | Antalya                  | ITF $10.000  | Hartplatz         | Alena Fomina          | Xenija Gaidarschi Sara Tomic                    | 6:2, 6:1          |
| 15. | 31. August 2015    | Vrnjačka Banja           | ITF $10.000  | Sand              | Lina Gjorcheska       | Marina Lazić Bojana Marinković                  | 6:4, 6:0          |
| 16. | 14. September 2015 | Antalya                  | ITF $10.000  | Hartplatz         | Ilze Hattingh         | Agata Barańska Wang Yan                         | 7:63, 3:6, [10:2] |
| 17. | 11. Januar 2016    | Kairo                    | ITF $10.000  | Sand              | Petra Krejsová        | Ola Abou Zekry Despina Papamichail              | 6:4, 6:0          |
| 18. | 18. Januar 2016    | Kairo                    | ITF $10.000  | Sand              | Petra Krejsová        | Riya Bhatia Eetee Maheta                        | 6:3, 6:2          |
| 19. | 25. Januar 2016    | Kairo                    | ITF $10.000  | Sand              | Petra Krejsová        | Ola Abou Zekry Despina Papamichail              | 7:62, 6:3         |
| 20. | 8. Februar 2016    | Trnava                   | ITF $10.000  | Hartplatz (Halle) | Réka Luca Jani        | Lenka Juríková Tereza Malíková                  | 6:3, 2:6, [10:7]  |
| 21. | 22. Februar 2016   | Hammamet                 | ITF $10.000  | Sand              | Despina Papamichail   | Petra Januskova Swjatlana Piraschenka           | 6:2, 6:75, [10:5] |
| 22. | 20. Juni 2016      | Périgueux                | ITF $25.000  | Sand              | Conny Perrin          | Julieta Estable Guadalupe Pérez Rojas           | 6:3, 3:6, [10:7]  |
| 23. | 8. August 2016     | Arad                     | ITF $10.000  | Sand              | Ayla Aksu             | Yasmin Gülman Camelia Hristea                   | 6:4, 6:2          |
| 24. | 15. August 2016    | Slovenská Ľupča          | ITF $10.000  | Sand              | Petra Krejsová        | Barbara Kötelesová Viktória Kužmová             | 6:2, 6:1          |
| 25. | 12. September 2016 | Hódmezővásárhely         | ITF $25.000  | Sand              | Conny Perrin          | Irina Bara Elena Bogdan                         | 6:4, 6:2          |
| 26. | 21. Januar 2017    | Kairo                    | ITF $15.000  | Sand              | Ayaka Okuno           | Fatma Al-Nabhani Sandra Samir                   | 4:6, 6:4, [10:6]  |
| 27. | 28. Januar 2017    | Kairo                    | ITF $15.000  | Sand              | Ayaka Okuno           | Fatma Al-Nabhani Sandra Samir                   | 6:3, 6:1          |
| 28. | 25. März 2017      | Hammamet                 | ITF $15.000  | Sand              | Isabella Schinikowa   | Margarita Lasarewa Marija Marfutina             | 7:65, 4:6, [10:8] |
| 29. | 23. Juni 2017      | Baja                     | ITF $25.000  | Sand              | Anna Zaja             | Ágnes Bukta Vivien Juhászová                    | 6:75, 6:1, [11:9] |
| 30. | 1. September 2017  | Dunakeszi                | ITF $60.000  | Sand              | Irina Bara            | Alexandra Cadanțu Tereza Smitková               | 7:67, 6:4         |
| 31. | 26. März 2018      | Santa Margherita di Pula | ITF $25.000  | Sand              | Eva Wacanno           | Sopia Schapatawa Anastassija Wassyljewa         | 6:1, 5:7, [10:6]  |
| 32. | 14. April 2018     | Santa Margherita di Pula | ITF $25.000  | Sand              | Bibiane Schoofs       | Chiara Scholl Jelena Simić                      | 6:2, 3:6, [10:7]  |
| 33. | 23. Juli 2018      | Budapest                 | ITF $100.000 | Sand              | Alexandra Cadanțu     | Kaitlyn Christian Giuliana Olmos                | 6:1, 6:3          |
| 34. | 12. August 2018    | Hechingen                | ITF $60.000  | Sand              | Polina Monowa         | Xenija Palkina Sopia Schapatawa                 | 6:4, 6:3          |
| 35. | 28. September 2019 | Brünn                    | ITF W25      | Sand              | Maryna Tschernyschowa | Ania Hertel Vivien Juhászová                    | 6:74, 6:4, [10:4] |
| 36. | 18. Januar 2020    | Kairo                    | ITF W15      | Sand              | Hélène Scholsen       | Sofia Dmitrijewa Viktoriia Kalinina             | 6:0, 6:4          |
| 37. | 25. Januar 2020    | Kairo                    | ITF W15      | Sand              | Hélène Scholsen       | Kamila Kerimbajewa Vitalia Stamat               | 6:74, 6:1, [10:7] |
| 38. | 26. September 2020 | Přerov                   | ITF W25      | Sand              | Tereza Smitková       | Nicoleta-Cătălina Dascălu Raluca Șerban         | 7:65, 7:64        |
| 39. | 20. Februar 2021   | Antalya                  | ITF W15      | Sand              | Cristina Dinu         | María Fernanda Herazo González Yuliana Lizarazo | 6:1, 6:3          |
| 40. | 14. August 2021    | Bratislava               | ITF W15      | Sand              | Radka Zelníčková      | Pia Lovrič Adrienn Nagy                         | 6:3, 7:65         |

## Veröffentlichungen
- The Girl Behind The Game. Brétigny-sur-Orge 2025, ISBN 979-8-2818733-6-9